# Can Özkan
Can Hayri Özkan (* 2. Dezember 1999 in Bielefeld) ist ein deutscher Fußballspieler türkischer Abstammung. Er steht bei Erzgebirge Aue unter Vertrag.

## Werdegang
Der Mittelfeldspieler Özkan begann seine Karriere beim Bielefelder Amateurverein TuS Brake und wechselte später zum Lokalrivalen VfL Theesen. Von dort wechselte er im Jahre 2012 im Alter von 13 Jahren zu Arminia Bielefeld. Dort spielte er in der Saison 2015/16 21 Mal in der B-Junioren-Bundesliga und erzielte dabei ein Tor. Danach rückte Özcan in die A-Junioren-Bundesliga auf, wo er seit 2016 in 35 Spielen zwei Tore erzielte. Am 23. Februar 2018 gab Can Özkan sein Profidebüt, als er beim Zweitligaspiel der Arminia gegen Dynamo Dresden in der 80. Minute für Florian Dick eingewechselt wurde. Wenige Tage später unterschrieb Özkan einen Profivertrag.
Zur Saison 2019/20 wurde der Verteidiger gemeinsam mit seinem Mannschaftskollegen Nikolai Rehnen in die Regionalliga West an Alemannia Aachen ausgeliehen. Bei Aachen kam der Verteidiger auf insgesamt zehn Spiele, ehe er wieder zur Arminia zurückkehrte. Anfang Oktober 2020 ging Özkan zum dänischen Absteiger Næstved BK, welcher aktuell in der dritthöchsten Klasse Dänemarks spielt.
Zur Saison 2021/22 kehrte Özkan in die Regionalliga West zurück und schloss sich der zweiten Mannschaft von Fortuna Düsseldorf an. Für diese absolvierte er 27 Regionalligaspiele. Zur Saison 2022/23 wechselte Özkan in die 3. Liga zur zweiten Mannschaft von Borussia Dortmund.
Zur Saison 2023/24 wechselte Özkan innerhalb der 3. Liga zu Arminia Bielefeld. Mit der Arminia gewann er den Westfalenpokal 2023/24 durch einen 3:1-Sieg über den SC Verl.
Im Sommer 2024 wechselte er zu Ligakonkurrent FC Erzgebirge Aue und unterschrieb dort einen Vertrag bis 2026.

## Erfolge
- Westfalenpokalsieger: 2024